# Leigrijze astrild
De leigrijze astrild (Euschistospiza cinereovinacea) is een zangvogel uit de familie Estrildidae (prachtvinken).

## Verspreiding en leefgebied
Deze soort telt 2 ondersoorten:
- E. c. cinereovinacea: westelijk Angola.
- E. c. graueri: oostelijk Congo-Kinshasa, zuidwestelijk Oeganda, Rwanda en Burundi.